# Karpivka, Horodnea
Karpivka (în ucraineană Карпівка) este un sat în comuna Ilmivka din raionul Horodnea, regiunea Cernihiv, Ucraina.

## Demografie
Componența lingvistică a localității Karpivka
     Ucraineană (95,56%)
     Rusă (3,33%)
     Belarusă (1,11%)
Conform recensământului din 2001, majoritatea populației localității Karpivka era vorbitoare de ucraineană (95,56%), existând în minoritate și vorbitori de rusă (3,33%) și belarusă (1,11%).